# Celastrina cleobis
Celastrina cleobis är en fjärilsart som beskrevs av Sulzer 1776. Celastrina cleobis ingår i släktet Celastrina och familjen juvelvingar. Inga underarter finns listade i Catalogue of Life.